# Повало-Швейковський Олександр Миколайович
Олександр Миколайович Повало-Швейковський (рос. Александр Николаевич Повало-Швейковский; нар. 6 квітня 1834 — пом. 28 січня 1903) — російський воєначальник, військовий губернатор Ферганської області, генерал-лейтенант (14.05.1896).

## Життєпис
Народився 6 квітня 1834 року, походив зі старовинного дворянського роду польського походження Повало-Швейковських. Здобув освіту в Дворянському полку.
У 1864 році закінчив Миколаївську військову академію.
З 21 серпня 1872 по 5 листопада 1873 року обіймав посаду начальника штабу військ Акмолинської області, після чого повернувся на службу в Європейську частину Росії.
Брав участь у російсько-турецькій війні 1877—1878 років.
З 31 грудня 1892 до 30 червня 1893 року генерал-майор Повало-Швейковський обіймав посаду начальника штабу Туркестанського військового округу.
З 30 червня 1893 року призначений військовим губернатором Ферганської області та командувачем резервними і місцевими військами цієї області.
7 червня 1895 року Повало-Швейковський був призначений імператорським комісаром у складі спільної російсько-англійсько-афганської комісії з розмежування кордону Російської імперії та Афганістану. В ході демаркації кордону комісія присвоїла імена російських і британських дипломатів і військових, що мали відношення до встановлення кордону, низки гірських вершин Паміру, в тому числі один з піків був названий в честь генерала Повало-Швейковського.
В день коронації імператора Миколи II, 14 травня 1896 року, Повало-Швейковський був проведений в генерал-лейтенанти.
17 травня 1898 року спалахнуло Андижанське повстання, метою якого було відновлення Кокандського ханства. Як тільки відомості про нього дійшли до Санкт-Петербурга, Повало-Швейковський був негайно відсторонений від посади. Микола II оголосив йому догану «за бездіяльність влади».
4 липня 1898 року генерал-лейтенант Олександр Миколайович Повало-Швейковський був звільнений з військової служби «за домашніми обставинами з мундиром і пенсією».
Останні роки життя провів у Москві. Помер 28 січня 1903 року і був похований на Новодівочому цвинтарі.

## Нагороди
- Орден Святої Анни 3-го ступеня (1867 рік);
- Орден Святого Станіслава 2-го ступеня (1869 рік);
- Орден Святої Анни 2-го ступеня (1875 рік);
- Золота зброя «За хоробрість» (1879 рік);
- Орден Святого Володимира 4-го ступеня з бантом (1879 рік);
- Орден Святого Володимира 3-го ступеня (1880 рік);
- Орден Ольденбурзького будинку «За заслуги» командорського хреста з алмазними знаками (1880 рік);
- Орден Святого Станіслава 1-го ступеня (1890 рік);
- Орден Святої Анни 1-го ступеня (1894 рік).